# رادو بوبوك
رادو بوبوك (بالرومانية: Radu Boboc)‏ هو لاعب كرة قدم روماني في مركز الوسط، ولد في 24 أبريل 1999 في كرايوفا في رومانيا. شارك مع منتخب رومانيا تحت 17 سنة لكرة القدم ومنتخب رومانيا تحت 19 سنة لكرة القدم ومنتخب رومانيا تحت 21 سنة لكرة القدم. أما مع النوادي، فقد لعب مع ستيوا بوخارست وفيتورول كونستانتا.

## وصلات خارجية
- رادو بوبوك على موقع الاتحاد الأوربي (الإنجليزية)
- رادو بوبوك على موقع قاعدة بيانات كرة القدم.إي يو (الإنجليزية)
- رادو بوبوك على موقع Soccerway.com (الإنجليزية)
- رادو بوبوك على موقع عالم كرة القدم.نت (الإنجليزية)
- رادو بوبوك على موقع اللجنة الأولمبية الدولية (الإنجليزية)
- رادو بوبوك على موقع أوليمبيديا (الإنجليزية)
- رادو بوبوك على موقع اللجنة الأولمبية الرومانية (الرومانية)